# پادشاه گیونگه
پادشاه گیونگه (۹۲۴ میلادی تا ۹۲۷ میلادی) (هانگول: 경애왕) (هانجا: 景哀王) با نام کوچک ویونگ، پنجاه و پنجمین فرمانروای شیلا بود.
شاه گیون گائه از خاندان پارک، برادر کوچکتر شاه گیونگمیونگ و فرزند پادشاه سیندوک و ملکه اویسونگ بود.
شاه گیون گائه در آگوست سال ۹۲۴ میلادی پس از امپراتور گیونگ مایئونگ به حکومت رسید.
او زمانی که شیلا در حال سقوط بود به سلطنت رسید و بسیاری از مناطق بزرگ شیلا توسط گیون هوان و وانگ گان از بین رفت.
او قبل رسیدن به تاج و تخت به عنوان سانگ دانگ دونگ در دوران سلطنت برادرش (شاه گیونگ میونگ) خدمت می‌کرد.
سلسله شیلا غالبه دارای دامادهایی بود که تاج و تخت را به ارث می‌بردند مانند پادشاه هئونان که دامادش پادشاه گیونگ مون را جانشین خود کرد.
در آغاز سلطنت شاه گیون گائه شیلا به سختی می‌توانست از شهر سورابل دفاع کند، تمام مناطق شیلا از بین رفت و فقط تنها چیزی که از شیلا باقی مانده بود پایتختش (سورابل) بود.
در فوریه ۹۲۷ افرادی از شیلا برای ادای احترام به تانگ فرستاده شدند و شاه شیلا نشان داد که آماده برقراری روابط دوستانه با کشورهای دشت مرکزی است.
امپراتور گیون گائه که متوجه شد تنها هدف گیون هوان (پادشاه بکجه) شهر سورابل است فوراً از کشور شمالی درخواست نیرو کرد، اما قبل از اینکه نیروها برسند ارتش گیون هوان به سورابل رسیدند.
زمانی که گیون هوآن تازه‌وارد شهر شده بود، پادشاه گیون گائه در یک مراسمی که در پوسوک جونگ بود شرکت کرده بود و در حال نوشیدن بود.
پادشاه گیون گائه پادشاهی بود که در پوسوکجونگ با پایان غم‌انگیزی روبه رو شد که نام پس از مرگ او کلمه غم‌انگیز (哀) است.
هنگامی که گیون هوان یک حمله غافلگیرانه انجام داد، سالن ضیافت را هرج و مرج قرار داد و در نهایت پادشاه گیون گائه توسط گیون هوان (شاه بکجه) دستگیر شد.
در نهایت شاه گیون گائه با خودکشی تحت فشار گیون هوان بزرگ با پایان کار روبه رو شد به این ترتیب گیون هوان به پایتخت شیلا حمله کرده و تمام مناطق را به آتش کشید.
مردم سورابل به شدت ناامید و ناراحت بودند و مجبور به ترک پایتخت شدند.
پادشاه گیون هوان که بکجه جدید را تأسیس کرد خانواده سلطنتی پارک را که به مدت سه نسل دوام آورده بود را سرنگون کرد، اما سیستم ملی شیلا را به‌طور کامل پایان نداد.
در عوض او کیم بو از نوادگان پادشاه مون سونگ را به عنوان پادشاه جدید شیلا انتخاب کرد.

## مرگ
در پایان پادشاه گیون گائه با دستور پادشاه بکجه مجبور به خودکشی شد و در نوامبر سال ۹۲۷ او از دنیا رفت.
مقبره وی در دامنه کوه نامسان جایی که او زندگی خود را به پایان رساند قرار دارد.
پس از وی کیم یو، با نام پادشاهی (گیون سائه) امپراتور شد.